# Hyper Sports 2
Hyper Sports 2 is een computerspel dat werd ontwikkeld en uitgegeven door Konami. Het spel kwam in 1984 uit voor de MSX-computer. Met dit spel kunnen de volgende sporten worden gedaan: kleiduivenschieten, boogschieten en gewichtheffen.
In 1997 was het spel bijgesloten bij Konami Antiques: MSX Collection Vol. 1. Het spel kwam beschikbaar voor de Sega Saturn via Konami Antiques: MSX Collection Vol. 1 dat in 1998 uitkwam.